# Александар Боркович
Александар Боркович (нім. Aleksandar Borković; нар. 11 червня 1999, Відень) — австрійський футболіст, захисник клубу «Штурм» (Грац).

## Клубна кар'єра
Розпочав займатись футболом в школі KSV Ankerbrot Montelaa. У 2007 році він прийшов до молодіжної школи «Аустрії» (Відень). У березні 2016 року він дебютував в за ублюючу команду в Регіоналлігі, у 18-му турі сезону 2015/16 зіграв проти клубу «Ферст Вієнна», вийшовши в компенсований час для Марко Златковича.
У сезоні 2016/17 Боркович, що зіграв на той момент лише три гри за дубль, був переведений до головної команди. Його дебют в Бундеслізі відбувся у лютому 2017 року, коли він в 23-му турі в грі проти «Альтаха» вийшов в основі і в перерві був замінений на Домініка Прокопа.
Свій перший єврокубковий матч Боркович провів 24 серпня 2017 року у відбірковому матчі Ліги Європи 2017/18, програному проти «Осієка» (0:1). «Аустрії» все ж вдалося кваліфікуватися до групового етапу змагання, і саме там Боркович забив свій перший гол на професіональному рівні, 14 вересня проти «Мілана», але його команда програла 1:5. 22 травня 2019 року Александр Боркович продовжив контракт зі своїм рідним клубом до 2022 року.
26 серпня 2020 року Боркович приєднався до німецького «Гоффенгайма», втім виступав виключно за резервну команду у Регіоналлізі, через що у серпні 2021 року був відданий в оренду на два сезони до австрійського «Штурма» (Грац).
23 травня 2023 року, Боркович підписав із «Штурмом» трирічний контракт.

## Виступи за збірну
2014 року дебютував у складі юнацької збірної Австрії до 15 років, після чого виступав за усі вікові категорії. Зі збірною до 17 років був учасником юнацького чемпіонату Європи, де зіграв в одному матчі проти Німеччини, а збірна дійшла до чвертьфіналу.
11 червні 2019 року дебютував за молодіжну збірну Австрії у товариському матчі проти Франції (3:1). Загалом за «молодіжку» провів 3 матчі.

## Титули і досягнення
- Володар Кубка Австрії (2):

«Штурм»: 2022-23, 2023-24
- Чемпіон Австрії (2):

«Штурм»: 2023-24, 2024-25